# ديفيد فيلدمان (قاضي)
ديفيد فيلدمان (بالإنجليزية: David Feldman)‏ هو قاضي بريطاني، ولد في القرن العشرين في برايتون أند هوف في المملكة المتحدة.